# Dare (artista)
Sigi von Koeding conocido como Dare nació en 1968 y murió en 2010. Fue uno de los escritores de graffiti más conocidos en el mundo. Empezó a pintar en 1986 con 18 años, 2 años antes empezó a realizar sus primeros bocetos de graffiti pero con los nombres de sus grupos de rock favoritos o palabras como wild o bronx. Después de toda una vida dibujando, un día una chica le mostró una foto de unos trenes pintados del metro de Nueva York, preguntándole si se animaba a pintarle algo similar en su apartamento, pensó en practicar en algún muro antes de realizar el dibujo en el apartamento de la chica, dando lugar así a su primera pieza. Finalmente se decidió por Dare (desafío) como nombre artístico, porque representaba las agallas que hay que tener para pintar graffiti.
En 1992 empezó a pintar lienzos como nueva forma de expresión artística, con la cual pudo organizar varias exposiciones.
Perteneció a los grupos de escritores (crew): TWS (the wild side), S2R (styles 2 remember), LL (LoveLetters) y RDM (rock da mama).
Murió el 6 de marzo de 2010 con 41 años a causa de un cáncer en el hospital de Basilea (Suiza).